# Bernard Mark

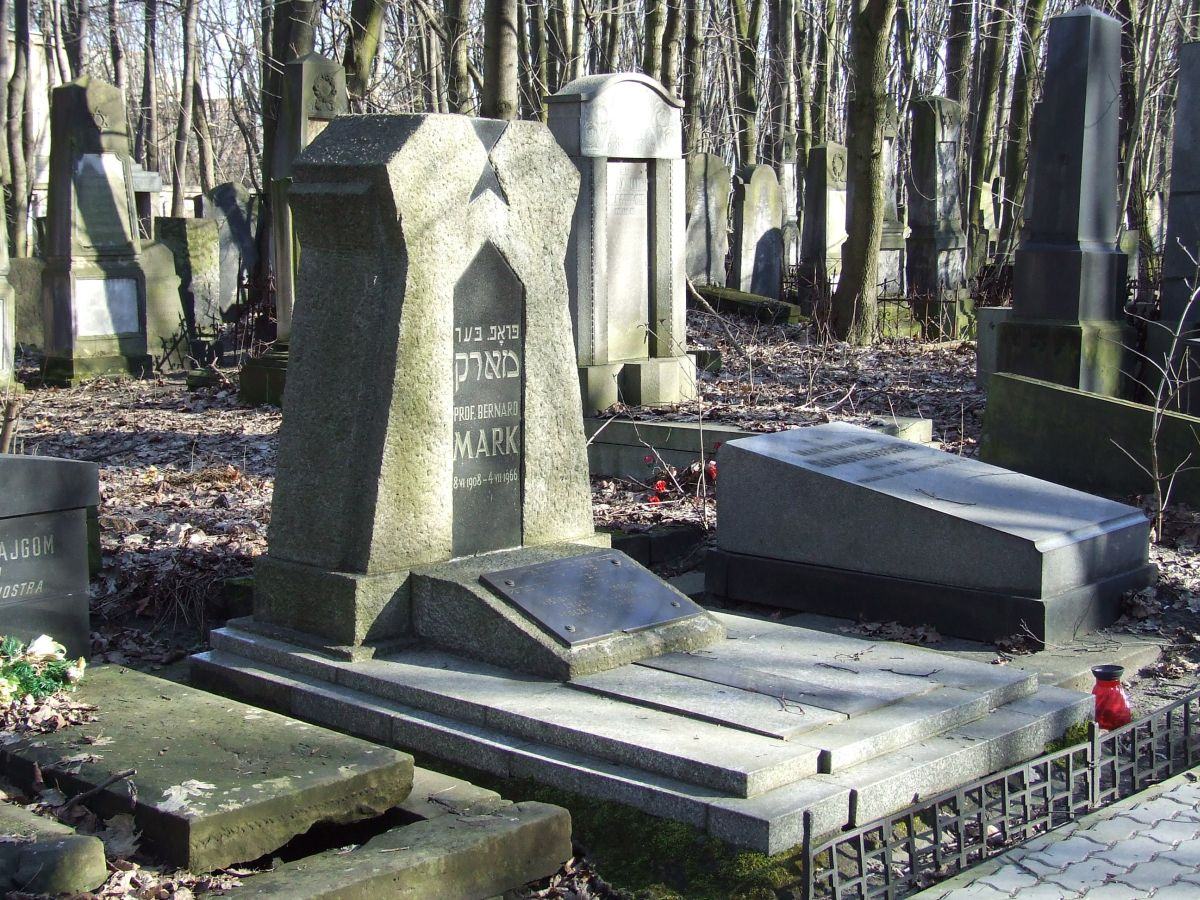
Grab von Bernard Mark auf dem jüdischen Friedhof an der Okopowa-Straße in Warschau

Bernard Mark (geb. am 8. Juni 1908 in Łomża, Gouvernement Łomża, Russisches Kaiserreich; gest. am 4. August 1966 in Warschau) war ein polnisch-jüdischer Historiker, Literaturkritiker, Essayist, Publizist und kommunistischer Aktivist, der für seine in viele Sprachen übersetzte Schilderung des Aufstands im Warschauer Ghetto bekannt ist. Von 1949 bis 1966 leitete er das Jüdische Historische Institut in Warschau.

## Leben und Wirken
Bernard Mark wurde 1908 in Łomża in einer jüdischen Familie geboren. Er studierte an der Juristischen Fakultät der Universität Warschau 1927-1931. Seit 1928 war er Mitglied der Kommunistischen Partei Polens und publizierte in der linken jüdischen Presse. Er publizierte auf Polnisch und auf Jiddisch. 1932 absolvierte er sein Studium der Rechtswissenschaften an der Universität Warschau. 1934–1935 war er Herausgeber der kommunistischen Zeitung Der Frajnd (Der Freund). 1942 bis 1943 arbeitete er im Jüdischen Antifaschistischen Komitee in Kuibyschew und Moskau. Vor dem Zweiten Weltkrieg schrieb er eine zweibändige Geszichte fun di socjale bawegungen in Pojln (Geschichte der sozialen Bewegungen in Polen) in jiddischer Sprache. Während des Zweiten Weltkriegs lebte er in der Sowjetunion. Er nahm an den Aktivitäten des Jüdischen Antifaschistischen Komitees (JAK/JAFK) und des Związek Patriotów Polskich (ZPP; Bund Polnischer Patrioten) teil, zu der sich im Exil in der Sowjetunion lebende Kommunisten zusammengeschlossen hatten. Später kehrte er nach Polen zurück. Er war von 1949 bis zu seinem Tod im Jahr 1966 Direktor des Jüdischen Historischen Instituts (Żydowski Instytut Historyczny) in Warschau und war unter anderem Redakteur (Redaktor) von dessen Biuletyn (Bulletin) und Herausgeber von dessen Zeitschrift Bleter far geschichte (Blätter zur Geschichte). 1954 wurde er zum außerordentlichen Professor ernannt.
Im Schwarzbuch über den Holocaust und die Verbrechen der Wehrmacht in der Sowjetunion wurde seine Schilderung „Der Aufstand des Warschauer Ghettos“ in einer verkürzten Version wiedergegeben. Dabei handelt es sich um eine gekürzte Übersetzung seines Aufsatzes Powstanie w Ghetcie Warszawskiem (Der Aufstand im Warschauer Ghetto), der 1944 in Moskau in der UdSSR in polnischer Sprache veröffentlicht worden war.
Zu dem vom Jüdischen Historischen Institut in Warschau herausgegebenen Stroop-Bericht schrieb er eine Einleitung und verfasste die Anmerkungen.
Er ist auch Verfasser von Arbeiten zur Geschichte der polnischen Juden, über die in Ghettos und Lagern umgekommenen jüdischen Schriftsteller und ihre Werke und andere sozialhistorische Arbeiten.
Mark war der erste Historiker, der die Teilnahme des Jüdischen Militärverbands beim Aufstand im Warschauer Ghetto hervorhob. Hauptthema seiner Werke sind das Schicksal der Juden während des Holocaust und militärische Fragen. Seine historischen Ansichten entsprechen der offiziellen kommunistischen Sichtweise auf die Geschichte.
Im Jahr 1956 kritisierte der französische Historiker Henri Michel seine Arbeit Der Aufstand im Warschauer Ghetto  für eine übermäßige Betonung der Beteiligung der Kommunisten am Anti-Nazi-Widerstand in Polen und für die Ermangelung eines Hinweises auf die sowjetisch-deutsche Vereinbarung über die Teilung Polens. Anlässlich der neuen Ausgabe des Buches im Jahr 1959 bestätigte Bernard Mark, dass die erste Ausgabe zu viel Propaganda enthielte, und dass es in der neuen Ausgabe geändert wurde. Der polnische Historiker Jerzy Tomaszewski soll dazu angemerkt haben, dass diese Änderungen lediglich kosmetischer Natur seien.
1957 besuchte Mark Israel und sprach auf dem Second World Congress of Jewish Studies (Zweiten Weltkongress für Jüdische Studien). Er stärkte die Verbindungen zwischen dem Jüdischen Historischen Institut in Warschau und den Forschungseinrichtungen in Israel, z. B. der Holocaust-Gedenkstätte Yad Vashem und dem Zentralarchiv für die Geschichte des jüdischen Volkes (CAHJP) in Jerusalem.
Im Jahr 1937 heiratete er Estera Goldhas, eine Lehrerin und kommunistische Aktivistin, die in der Abteilung für Parteigeschichte beim Zentralkomitee der Polnischen Vereinigten Arbeiterpartei arbeitete.
Marks Nachlass befindet sich teilweise im Jüdischen Historischen Institut in Warschau und teilweise im Archiv des Goldstein-Goren Diaspora Research Center an der Universität Tel-Aviv.
Mark ist auf dem Jüdischen Friedhof an der Okopowa-Straße in Warschau begraben.

## Schriften (Auswahl)
über den Aufstand im Warschauer Ghetto:
polnisch
- Powstanie w getcie warszawskim - Na tle ruchu oporu w polsce Geneza i Przebieg. Żydowski Instytut Historyczny. Warszawa, 1954

jiddisch
- Der oyfstand in Varshever geto (Der Aufstand im Warschauer Ghetto)
- Der oyfshtand in varshever geto. New rev. ed. Idish Bukh, Warsaw, 1963 Varshe [Warsaw]; Yidish Bukh, 1963 In Yiddish. On verso of title page: Powstanie w Getcie Warszawskim.
  - Schwarzbuch, dt.: "ebenfalls in Moskau (im Verlag "Der Emes") erschien 1947 die erste und ergänzte Ausgabe in jiddischer Sprache"

deutsch
- Der Aufstand im Warschauer Ghetto : Entstehung und Verlauf. Berlin: Dietz, 1957

weitere
- Dokumenten un Materialen vegn Oyfshtand in Varshever Geto (Dokumente und Materialien zum Aufstand im Warschauer Ghetto) (1953)
- Di Yidishe Tragedye in der Poylisher Literatur (Die jüdische Tragödie in der polnischen Literatur) (1950)
- Di Umgekumene Shrayber fun di Getos un Lagern un Zeyere Verk (Die in Ghettos und Lagern umgekommenen Schriftsteller und ihre Werke) (1954)
- Der Oyfshtand in Byalistoker Geto (Der Aufstand im Byalystoker Ghetto) (1952)
- Di Geshikhte fun Yidn in Poyln (bizn sof fun XV J. H.) (Die Geschichte der Juden in Polen (bis zum Ende des 15. Jahrhunderts) Warshe 1957.
- Geszichte fun di socjale bawegungen in Pojln. Dzieje ruchów społecznych w Polsce. Wilno Wydawnictwo "Tomor", 1932 (?) und 1939

- The extermination and the resistance of the Polish Jews during the period 1939-1944. Warsaw, Jewish Historical Institute, 1955 (Foto der Titelseite)

- Ruch oporu w getcie białostockim. Samoobrona - Zagłada - Powstanie. [Die Widerstandsbewegung im Ghetto Bialystok. Selbstverteidigung - Vernichtung - Aufstand] Warszawa, Żydowski Instytut Historyczny, 1952

- Eisenbach, A. \ Mark, B. [Ed.] Hitlerowska Polityka Eksterminacji Żydów : W Latach 1939-1945 Jako Jeden z Przejawów Niemieckiego Imperializmu. [Die NS-Politik der Ausrottung der Juden. Die Jahre 1939-1945 als Manifestationen des deutschen Imperialismus] Wydawnictwo "Idisz Buch", Warszawa, 1955, 2 Bände (jiddisch)

- Stroop, Jürgen - Prof. B. Mark, introduction and notes by:  The Report of Jürgen Stroop: Concerning the Uprising in the Ghetto of Warsaw and the Liquidation of the Jewish Residential Area. Warsaw Jewish Historical Institute 1958 pamiec.pl - Translated from the original - in the collection of the Central Commission for Searching Nazi Crimes in Poland - by D. Dabrowska with the assistance of "Nazi Conspiracy and Aggression" (worldcat.org), Washington 1946.

- Hubert Witt (übertragen und ausgewählt von): Der Fiedler vom Getto. Jiddische Dichtung aus Polen. Aus dem Jiddischen. Mit einer Einleitung Dichtung eines ermordeten Volkes von Bernard Mark. Reclams Universal-Bibliothek, Band 195. Leipzig, Verlag Philipp Reclam jun.,  1966